# Hoploscopa agtuuganonensis
Hoploscopa agtuuganonensis is een vlinder uit de familie van de grasmotten (Crambidae), uit de onderfamilie van de Hoploscopinae. De wetenschappelijke naam van deze soort is voor het eerst gepubliceerd in 2020 door Théo Léger en Matthias Nuss.
De soort is ontdekt op de hellingen van Mount Agtuuganon (1660 m.) op het eiland Mindanao (Filipijnen) op een hoogte van 1050 meter.